# Francisco Cardoso Ayres
Francisco Cardoso Ayres I.C. (18 de dezembro de 1821 - 14 de maio de 1870) foi um bispo de Olinda.

## Biografia
Nascido em Recife, era filho do português João Cardoso Ayres e da pernambucana Maria da Conceição Cardoso Ayres. Aos catorze anos, foi estudar em Portugal, onde estudou humanidades. Dois anos depois, retorna para Recife onde conclui os estudos. Em 1846, vai à Itália para realizar seus estudos canônicos. Termina seus estudos no Piemonte em 1850. De lá, foi estudar no Ratcliffe College em Charnwood, Leicestershire.
Foi ordenado padre em Charnwood em 5 de junho de 1852. Da Itália, foi trabalhar na Irlanda. Em 20 de dezembro de 1867, foi nomeado bispo de Olinda, sendo seu nome confirmado pelo papa em 20 de dezembro e consagrado em Roma em 15 de março de 1868, sendo seu consagrante o cardeal Gustav Adolf von Hohenlohe-Schillingsfürst, na igreja de Santa Maria in Vallicella; os principais co-consagrantes foram os arcebispos Alessandro Franchi e Luigi Puecher Passavalli, OFM Cap.
Toma posse da diocese em junho de 1868. Em 1869 não autorizou o sepultamento do general Abreu Lima no Cemitério de Santo Amaro, no Recife, por conta das idéias de liberdade religiosa do general e sua participação na maçonaria, o corpo foi então sepultado no Cemitério dos Ingleses, na mesma cidade.
Foi a Roma participar do Concílio Vaticano I, onde veio a falecer em 14 de maio de 1870.